# شاخه خلق افغانستان
شاخه خلق (ت.ت. 'توده'  یا 'مردم') یکی از شاخه‌های حزب دموکراتیک خلق افغانستان بود. رهبران دفاکتو آن نورمحمد تره‌کی (۱۹۶۷-۱۹۷۹) و حفیظ‌الله امین (۱۹۷۹) بودند همچنین نام روزنامه چپ‌گرای چاپ شده توسط همین جنبش بود. شاخه خلق درسال ۱۹۶۷ پس از انشعاب حزب به دلیل نارضایتی شدید از شاخه رقیب شاخه پرچم که استراتژی انقلابی متفاوتی داشت، تشکیل شد.
این گروه عمدتاً از پشتون‌های روستایی، به‌ویژه از منطقه پکتیا بزرگ در افغانستان تشکیل شده بود. رهبران آن رویکرد سازماندهی توده‌ای را ترجیح دادند و از مبارزه طبقاتی برای سرنگونی نظام برای ایجاد تغییرات سیاسی، اقتصادی و اجتماعی حمایت کردند. آنها بر جمهوری دموکراتیک افغانستان که در نتیجه انقلاب ثور درسال ۱۹۷۸ میلادی شکل گرفت، حکومت کردند. خلقی‌ها اصلاحات اساسی را انجام دادند و سرکوب وحشیانه مخالفان را انجام دادند و افغانستان را به یک دولت پلیسی که توسط سازمان خاد اداره می شد، انجام دادند. سرکوب‌های خلقی شورش بخش‌های اقلیت‌های مذهبی و قومی حاضر در جامعه افغانستان را تشویق کرد که باعث شد افراد بیشتری به احزاب اسلام‌گرای تبعیدی در پاکستان بپیوندند. پس از مداخله نظامی شوروی در دسامبر ۱۹۷۹ میلادی که حفیظ‌الله امین را سرنگون کرد، حکومت شاخه خلق پایان یافت.

## تاریخ سیاسی نخستین
حزب دموکراتیک خلق افغانستان نخستین کنگره خود را در ۱ ژانویه ۱۹۶۵ برگزار کرد. بیست و هفت مرد در خانه نورمحمد تره‌کی در کابل گردهم آمدند و نورمحمد تره‌کی را دبیرکل حزب دموکراتیک خلق افغانستان و ببرک کارمل را به عنوان معاون دبیرکل انتخاب کردند و یک کمیته مرکزی یا (دفتر سیاسی) پنج نفره را انتخاب کردند.
سرانجام، حفیظ‌الله امین تنها عضو خلقی حزب دموکراتیک خلق بود که درسال ۱۹۶۹ میلادی به پارلمان راه یافت.

### جدایی خلق و پرچم
حزب توسط رقابت های داخلی تلخ و گاه خشن تضعیف شد. شاخه خلق بیشتر قبیله‌ای بود، در حالی که پرچم ها در میان جمعیت شهری و طبقات متوسط از حمایت بیشتری برخوردار بودند. به ویژه در سطح ایدئولوژیک، کارمل و تره‌کی در برداشت خود از پتانسیل انقلابی افغانستان متفاوت بودند:
- تره‌کی معتقد بود که انقلاب را می توان به شیوه کلاسیک لنینیسم با ایجاد یک کاملاً منضبط طبقه کارگر حزب به دست آورد.
- کارمل احساس می‌کرد که افغانستان برای استراتژی لنینیستی بیش از حد توسعه نیافته است و برای نزدیکتر کردن کشور به انقلاب سوسیالیستی باید جبهه دمکراتیک ملی نیروهای میهن پرست و امپریالیسم‌ستیزی پرورش داده شود.

این روزنامه به ویژه در میان دانشجویان بسیار موفق بود. چاپ اول آن ۲۰٫۰۰۰ نسخه فروخته شد و نسخه های بعدی حدود ۱۰٫۰۰۰ نسخه بود (در مجموع فقط شش نسخه وجود داشت). در ۲۳ مه ۱۹۶۶، مقامات خلق را به بهانه ضد اسلامی بودن، ضد مشروطه بودن و ضد سلطنتی بستند. فراکسیون کارمل هفته نامه پرچم را تأسیس کرد که او بین مارس ۱۹۶۸ تا ژوئیه ۱۹۶۹ منتشر می‌کرد. پرچم در ژوئن ۱۹۶۹ در آستانه انتخابات پارلمانی تعطیل شد.

### دولت خلق (آوریل ۱۹۷۸ - دسامبر ۱۹۷۹)
در ابتدا، حکومت انقلابی خلق دوره‌ای از پذیرش مردم افغانستان را پشت سر گذاشت که بخشی از آن به دلیل برنامه اصلاحات ارضی بود. با این حال، شکل ملایم مارکسیسم آن تا اواخر سال ۱۹۷۸ به طور فزاینده‌ای از کنترل خارج شد. و دولت به طور فزاینده‌ای صریح‌تر شد و به طور نمادین پرچم ملی را به پرچم قرمز تغییر داد.
رویکرد اولیه، معتدل و معتدل به اسلام توسط حزب دموکراتیک خلق به سرعت کنار گذاشته شد، زیرا خلقی‌ها به دنبال تحکیم قدرت خود بودند. خلق بر شورای انقلاب که قرار بود به عنوان هیئت حاکمه حکومت عمل کند، تسلط داشت. رهبری خلق کشور را با صدور یک سلسله هشت فرمان اداره کرد. آنها همه قوانین را به جز قوانین مربوط به امور مدنی و قوانین جزایی دوره محمد داوود خان به حالت تعلیق درآوردند. آنها همچنین دست به کارزار اصلاحات ارضی زدند که منجر به دستگیری و اعدام فراقانونی ده‌ها هزار نفری شد که با سیاست خلق در تشویق آموزش دختران مخالف بودند. با قرار دادن افغانستان در جاده انقلابی، شاخه خلق حزب دموکراتیک خلق، مرتجعین را به شورش برانگیخت.

گونه‌ای از پرچم جمهوری دموکراتیک افغانستان ظاهراً حفیظ‌الله امین در جریان مبارزات انتخاباتی اسلامی‌سازی از آن استفاده کرده است

دبیرکل حزب دموکراتیک خلق نورمحمد تره‌کی از تحمل هرگونه پرچمی در ارتش خودداری کرد و اصرار داشت که همه افسران به خلق وابسته باشند. تا ژوئن ۱۹۷۸ حدود ۸۰۰ پرسنل نظامی پرچمی در پاکسازی پرچمی از نیروهای مسلح خارج شدند. آنها این کار را با حذف اپوزیسیون و حذف هرگونه محدودیت ایجاد شده توسط پرچمی ها انجام دادند. حفیظ‌الله امین در مارس ۱۹۷۹ ریاست شورای وزیران (نخست وزیر) را بر عهده گرفت و منصب فیلد مارشال را حفظ کرد و معاون شورای عالی دفاع شد. نورمحمد تره‌کی منشی عمومی حزب دموکراتیک خلق، رئیس شورای انقلاب و کنترل ارتش را برعهده داشت، اگرچه اکنون بنا بر گزارش‌ها او زمان زیادی را در قصر سلطنتی که به کاخ سلطنتی تغییر نام داده بود اختصاص داد. رویدادها همچنین باعث ایجاد تفرقه در بین قهرمان‌ها می‌شد. رقابت شدید میان تره‌کی و امین در درون شاخه خلق داغ شد. در سپتامبر ۱۹۷۹، پیروان تره‌کی، با همدستی شوروی، چندین بار به جان امین دست به سوءقصد زدند. تلاش نهایی نتیجه وارون داشت. قتل تره‌کی توسط امین خلقی‌ها را تقسیم کرد.  گروه‌های نظامی رقیب خلقی‌ها را بیشتر تقسیم کردند.
در اواخر اکتبر، امین یک حمله نظامی علیه شورشیان انجام داد و با پیروزی ۴۰٫۰۰۰ نفر - که اکثراً غیر جنگنده بودند - از مرز به داخل پاکستان راندند. در پایان سال ۱۹۷۹، ۴۰۰٫۰۰۰ پناهندگان افغانستانی، بیشتر در پاکستان وجود داشت. اتحاد جماهیر شوروی تلاش کرد تا رادیکالیسم خلقی‌ها را تعدیل کند، با اصرار به حضور در مساجد، گنجاندن پرچمی ها و غیر کمونیست ها در دولت، و توقف جنبش غیرمحبوب اصلاحات ارضی، بیشتر این توصیه نادیده گرفته شد. آخرین رهبر خلق، حفیظ‌الله امین، پس از اینکه نیروهای اطلاعاتی شوروی کنترل دولت را در دست گرفتند و ببرک کارمل، یک پرچمی را به جای او منصوب کردند، ترور شد.

### حکومت پرچم و تهاجم شوروی (دسامبر ۱۹۷۹-آوریل ۱۹۸۹)
اختلافات خلق و پرچم شروع به از بین بردن ارتش کرد زیرا رهبران خلق، از ترس اینکه پرچمی‌ها سازمان سلولی خود را در ارتش حفظ کنند، پاکسازی های گسترده پرچمی‌ها را انجام دادند. به لطف تلاش‌های امین در دهه ۱۹۷ج، ارتش افسری عمدتاً از خلقی‌ها تشکیل شد. ارتش نیز از احساسات ضد دولتی مصون نبود، سربازان شروع به فرار و شورش کردند. هرات محل یک قیام در مارس ۱۹۷۹ بود که در آن بخشی از پادگان نظامی شهر به آن پیوستند. شورشیان شهروندان شوروی و همچنین خلقی ها را سلاخی کردند.
پاکسازی پرچمی ها نیروهای نظامی را چنان تحت سلطه خلقی‌ها قرار داده بود که شوراها چاره ای جز تکیه بر افسران خلقی برای بازسازی ارتش نداشتند. افسران و مردان خلق نسبت به رفتار ترجیحی رژیم تحت سلطه پرچم با رقبای پرچم ابراز تلخی کردند. خلقی‌های ناراضی اغلب به مجاهدین کمک می کردند. خلقی‌ها در نیروهای مسلح اغلب افسران پرچمی خود را به استفاده از آنها به عنوان خوراک توپ متهم می کردند و از معافیت مردان جوان پرچمی از خدمت سربازی اجباری شکایت می کردند. نمایش این امر این بود که درسال ۱۹۸۰، در رژه نظامی آوریل که انقلاب ثور را جشن می‌گرفت، بسیاری از تانک‌ها به جای پرچم ملی جدید که توسط ببرک کارمل به تصویب رسید، پرچم سرخ خلق را به نمایش گذاشتند.
همچنین بین وفاداران تره‌کی و امین اختلافات بیشتری در درون خلق وجود داشت. اسدالله سروری و سیدمحمد گلابزوی بخشی از گروه طرفدار تره‌کی بودند که خود را «خلقیان اصولگرا» می نامیدند. آنها چندین بار با دولت کرمل درگیر شدند.

## شاخه خلق (۱۹۸۹–اکنون)

### دولت محمد نجیب‌اللّٰه (۱۹۸۶–۱۹۹۲)
پس از خروج چهلمین ارتش شوروی از کشور، دبیرکل حزب دموکراتیک و رئیس جمهور محمد نجیب الله به میزان کمتری از همان آسیبی که کارمل در زمان منصوب شدن به عنوان دبیرکل حزب دموکراتیک از سوی شوراها داشت، رنج می‌برد. این واقعیت را با شدت مقاومت در برابر انتصاب نجیب الله در شاخه پرچم نشان داد. این انشعاب ادامه یافت و نجیب الله رهبر حزب دموکراتیک خلق را مجبور کرد که سیاست خود را بین هر چیزی که پرچم حمایت می‌کند و اتحادهایی که می‌توانست از خلقی‌ها به دست آورد، قرار دهد.

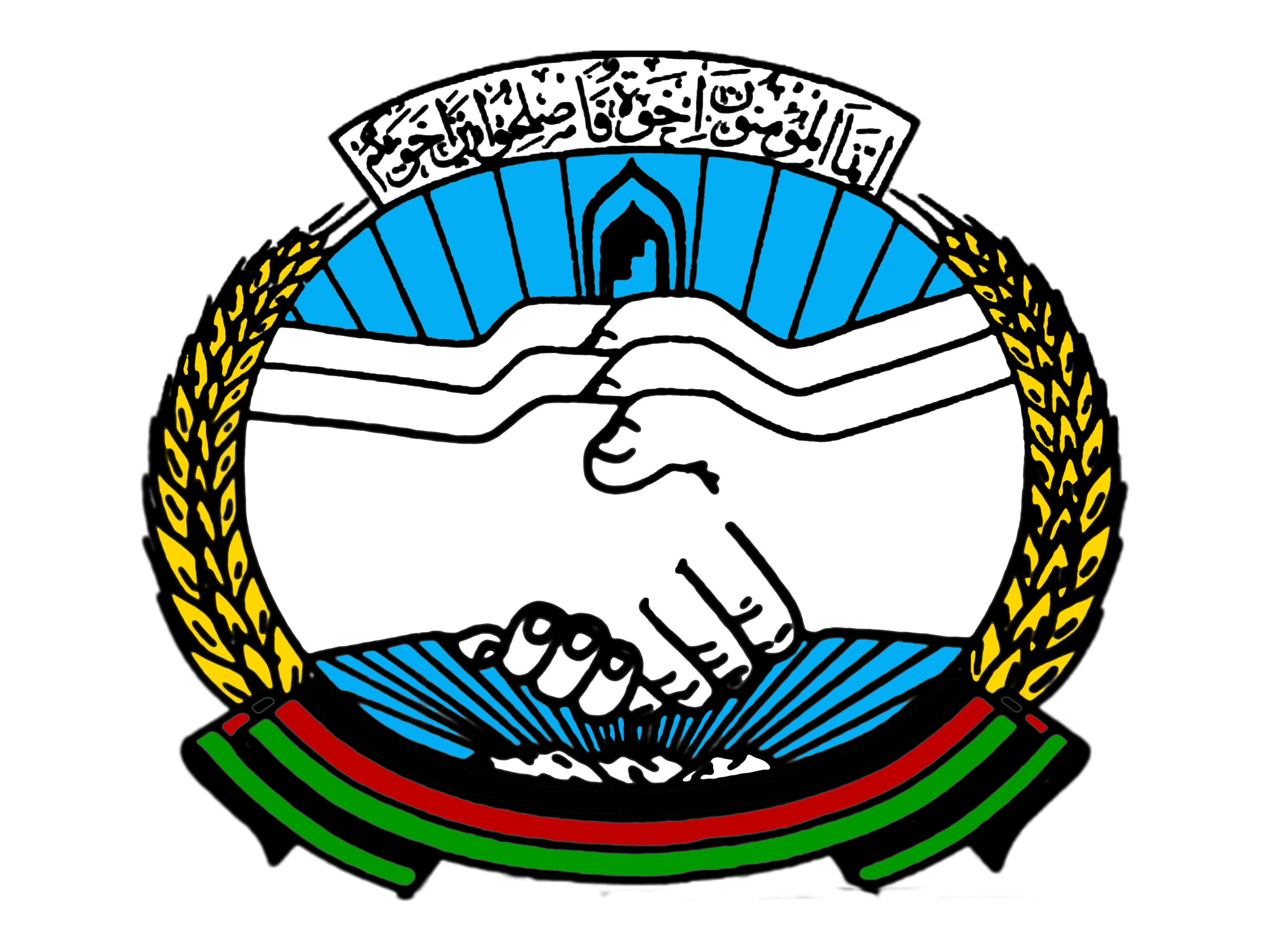
درسال ۱۹۹۰ میلادی حزب دموکراتیک خلق افغانستان به حزب وطن تبدیل شد.

در دسامبر ۱۹۸۹ میلادی، ۱۲۷ افسر ارتش خلقی به دلیل تلاش برای کودتا دستگیر شدند. بیست و هفت افسر فرار کردند و بعداً در یک کنفرانس مطبوعاتی با گلبدین حکمتیار در پیشاور حاضر شدند.  بچه‌گل وفادار وزیر سابق امور قبایل و حسن شرق وزیر هوانوردی ملکی از جمله توطئه کنندگان بودند. در مارس ۱۹۹۰ میلادی، یک بار دیگر رهبر مجاهدین گلبدین حکمتیار در یک کودتا همکاری کرد، این بار به رهبری خلق وزیر دفاع شهنواز تنی. تنی ظاهراً از سوی آن دسته از خلقی‌های مهم که در سیاسی باقی مانده بودند، به ترتیب، اسدالله سروری و محمد گلابزوی، فرستادگان کشورشان در عدن و مسکو نیز حمایت می‌شدند. گفته می‌شود که آنها ارتباط نزدیکی با کودتا و ژنرال تنی داشتند. با این حال، تنی هیچ کنترل مستقیمی بر نیروهای داخل کابل نداشت. این طرح به دلیل ارتباطات معیوب اجرا نشد و شکست خورد.  سروری و گلابزوی هر دو بلافاصله از حزب اخراج شدند.

### جنگ داخلی افغانستان (۱۹۹۲–۲۰۰۱)
با این حال در پایان خلقی‌های سابق پس از فروپاشی دولت رئیس جمهور نجیب‌الله در آوریل ۱۹۹۲، یا به طالبان یا دیگر جنگ‌سالاران مجاهد پیوستند یا با آنها متحد شدند. پشتون‌های تندرو خلقی، از جمله وزیر امور داخلی راز محمد پاکتین و سپس وزیر دفاع محمداسلم وطنجار نمونه دیگری از این واقعیت این است که ژنرال تنایی (به گفته منابع دیپلماتیک غربی) یک کادر ماهر از افسران نظامی را در اختیار طالبان قرار داد. خلقی‌ها همچنین نیروی هوایی کوچک طالبان و توپخانه و تانک های نظامی را اداره می کردند.
به این ترتیب، شاخه خلق بار دیگر درگیر جنگ شد و با استفاده از خلبانان خود با جنگنده های میگ-۲۱ و سوخو آنچه از نیروی هوایی افغانستان باقی مانده بود، راندن تانک‌های شوروی و استفاده از شوروی به پرواز درآورد. خلق بدون هیچ دولت مرکزی و جنگ برای گروه‌های مختلف، تنها یک مهره در جنگ داخلی افغانستان بین ائتلاف شمال افغانستان و طالبان بود.

### دولت حامد کرزی (۲۰۰۲–۲۰۱۴)
پس از سقوط طالبان درسال ۲۰۰۱، حضور نیروهای آمریکایی در ولایت خوست منجر به تغییرات قابل توجهی در پویایی قدرت در منطقه شد. هنگامی که واحدهای نظامی در منطقه فعالیت می کردند، آنها به دنبال اتحاد با افراد همفکری بودند که اهداف فوری آنها را به اشتراک می گذاشتند. در یک چرخش عجیب و غریب، خلاء قدرت ایجاد شده توسط شکست طالبان به کمونیست های سابق، که زمانی دشمنان ایالات متحده در دهه ۱۹۸۰ بودند، اجازه داد تا به قدرت برسند. این افراد که به شدت ضد طالبان بودند، به متحدان ارزشمند آمریکا و شرکای ائتلاف در منطقه تبدیل شدند. این تغییر غیرمنتظره در پویایی قدرت، زمینه را برای ایجاد نیروی حفاظت خوست، یک گروه شبه نظامی که نقش مهمی در چشم انداز امنیتی ولایت خوست ایفا می کند، فراهم کرد.
دیگر خلقی‌ها پس از شکست طالبان روابط نسبتاً نزدیکی با رژیم حامد کرزی برقرار کرده بودند. جنرال ببرک شینواری، رئیس سابق بخش امور جوانان حزب دموکراتیک خلق پاکستان تحت رهبری نورمحمد تره‌کی و حفیظ‌الله امین، که در زمستان ۱۹۹۲ به پیشاور در پاکستان مهاجرت کرد. بنابراین او بعداً به عضویت «افغانستان-خلق» کمک کرد. از لویه جرگه توسط شورای بزرگان منطقه نازیان شینواری ولایت ننگرهار.

## اعضای برجسته
- حفیظ‌الله امین
- شهنواز تنی
- نورمحمد تره‌کی
- محمداسلم وطنجار
- سیدمحمد گلابزوی
- اسدالله سروری

## همچنین ببینید
- انقلاب ثور
- کودتای ۱۹۹۰ افغانستان
- پرچم
- حزب دموکراتیک خلق افغانستان